# Ferovisenda pigra
Ferovisenda pigra är en tvåvingeart som beskrevs av Boris Mamaev 1972. Ferovisenda pigra ingår i släktet Ferovisenda och familjen gallmyggor. Inga underarter finns listade i Catalogue of Life.